# Nadejda Mikhalkova
Pour les articles homonymes, voir Mikhalkova.
Nadejda Nikititchna Mikhalkova (en russe : Наде́жда Ники́тична Михалко́ва), née le 27 septembre 1986 à Moscou, en  Russie, est une actrice de cinéma russe.

## Biographie
Fille du réalisateur Nikita Mikhalkov et de Tatiana Chigaeva - une créatrice de mode, Nadejda fait ses premiers pas devant la caméra à l'âge de huit ans, dans le Soleil trompeur réalisé par son père en 1994. Elle joue ensuite régulièrement dans d'autres films sans avoir suivi la moindre formation d'art dramatique. Elle fait les études en journalisme international à l'Institut d'État des relations internationales de Moscou et en sort diplômée en 2008.
Depuis 2015, elle présente le programme Pravila stilya (Правила стиля) sur la chaîne Disney, consacré à la mode et à l'art de vivre.
En 2016, lors du festival du film Dvizhenie à Omsk Nadejda Mikhalkova dévoile l'épisode pilote de son premier projet de réalisation, la série télévisée Les Churros (Чурросы).

## Filmographie partielle
- 1993 : Anna 6-18 (Анна: от 6 до 18) de Nikita Mikhalkov : elle-même
- 1994 : Soleil trompeur (Утомлённые солнцем, Utomlyonnye solntsem ) de Nikita Mikhalkov : Nadia Kotova
- 1998 : Le Barbier de Sibérie ( Сибирский цирюльник, Sibirskiy tsiryulnik) de Nikita Mikhalkov : petite fille à la fête
- 1999 : Le Président et sa petite-fille (ru) (Президент и его внучка, President i ego vnuchka) de Tigran Keossaian (en) : Macha
- 2010 : Soleil trompeur 2 (Утомлённые солнцем 2: Предстояние)  de Nikita Mikhalkov : Nadia Kotova
- 2010 : Sans hommes (ru) (Без мужчин) de Rezo Gigineishvili : Zhenia
- 2011 : Soleil trompeur 3 (Утомлённые солнцем 2: Цитадель)  de Nikita Mikhalkov : Nadia Kotova
- 2013 : Fils du Père des peuples (ru) (Сын отца народов) de Sergueï Chtcherbine et Sergueï Guinsbourg (ru) : Svetlana Allilouïeva
- 2020 : La Glace 2 (Лёд 2) : Anna
- 2022 : Artek. La Grande Aventure (Артек. Большое путешествие), d'Armen Ananikian et Karen Zakharov : Irina Osipova, mère d'Elisei et Nikoletta